# Stuart F. Reed

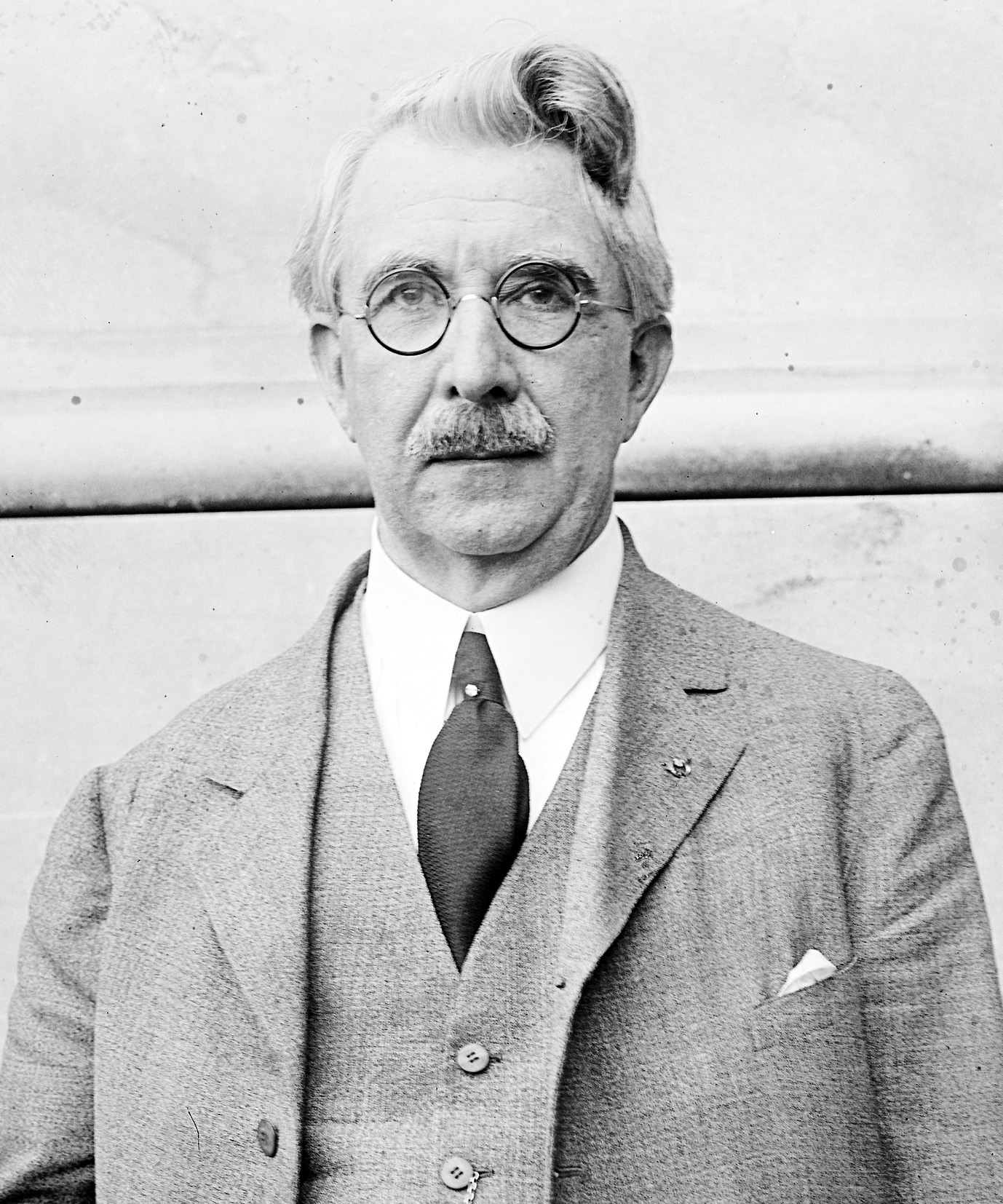
Stuart F. Reed

Stuart Felix Reed (* 8. Januar 1866 bei Philippi, West Virginia; † 4. Juli 1935 in Washington, D.C.) war ein US-amerikanischer Politiker. Zwischen 1917 und 1925 vertrat er den dritten Wahlbezirk des Bundesstaates West Virginia im US-Repräsentantenhaus.

## Werdegang
Stuart Reed besuchte die öffentlichen Schulen seiner Heimat und danach bis 1885 die Fairmont State Normal School. Es folgte bis 1889 ein Jurastudium an der West Virginia University in Morgantown. Zwischen 1889 und 1898 war er auch journalistisch tätig. Er fungierte zwischen 1890 und 1898 als Herausgeber der Zeitung „Telegram“ in Clarksburg. Politisch schloss sich Reed der Republikanischen Partei an. Zwischen 1895 und 1899 saß er im Senat von West Virginia; von 1897 bis 1901 war er Posthalter in Clarksburg. Außerdem war er zwischen 1901 und 1908 Vorsitzender des Kuratoriums des Broaddus College. Im Jahr 1909 war Reed Mitglied einer internationalen Steuerkonferenz in Louisville (Kentucky). Zwischen 1909 und 1917 war er als Secretary of State geschäftsführender Beamter der Regierung von West Virginia. 1915 leitete er die Vereinigung aller Secretaries of State der amerikanischen Bundesstaaten.
1916 wurde Reed im dritten Distrikt von West Virginia in das US-Repräsentantenhaus in Washington gewählt. Dort trat er am 4. März 1917 die Nachfolge des Demokraten Adam Brown Littlepage an, der in den sechsten Wahlbezirk wechselte. Nach drei Wiederwahlen konnte Reed bis zum 3. März 1925 vier zusammenhängende Legislaturperioden im Kongress absolvieren. Dabei war er von 1921 bis 1923 Vorsitzender des Ausschusses zur Kontrolle der Ausgaben des Justizministeriums. Von 1923 bis 1925 war er Mitglied im Ausschuss zur Verwaltung des District of Columbia. Während seiner Zeit im Kongress wurden dort der 18. und der 19. Verfassungszusatz beraten und verabschiedet. Dabei ging es um das Alkoholverbot und die bundesweite Einführung des Frauenwahlrechts.
1924 verzichtete Reed auf eine erneute Kandidatur. In den folgenden Jahren befasste er sich mit literarischen Angelegenheiten. Er lebte bis zu seinem Tod am 4. Juli 1935 in der Bundeshauptstadt Washington und wurde in Clarksburg beigesetzt.